# 马勒古德
马勒古德（法語：Malegoude，法語發音：[malɡud]）是法国阿列日省的一个市镇，属于帕米耶区。

## 地理
马勒古德（43°6'45"N, 1°56'19"E）面积6.14 平方千米，位于法国奧克西塔尼大區阿列日省，该省份为法国西南部内陆省份，西部和北部与上加龙省接壤，东临奥德省，东南至东比利牛斯省接壤，南与安道尔和西班牙接壤。
与马勒古德接壤的市镇（或旧市镇、城区）包括：卡扎尔代拜莱、米尔普瓦、圣富瓦、圣戈代里克、塞尼亚朗斯。

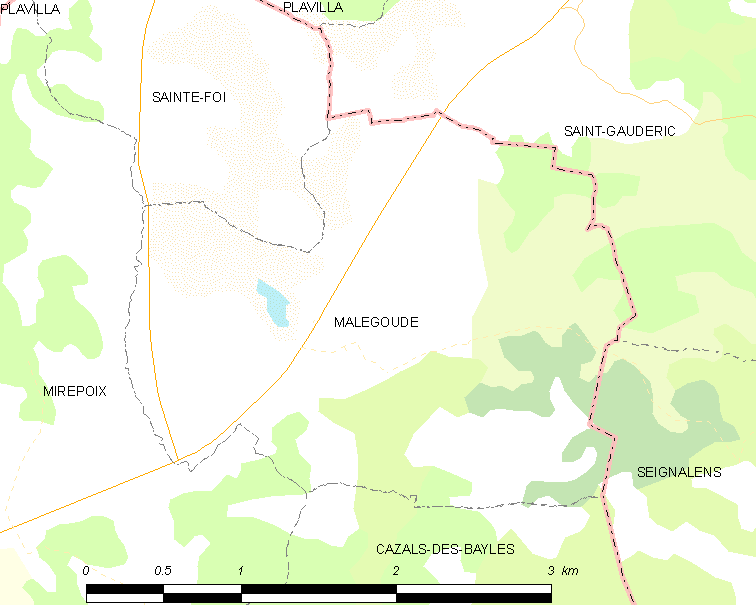
马勒古德的OSM定位图

马勒古德的时区为UTC+01:00、UTC+02:00（夏令时）。

## 行政
马勒古德的邮政编码为09500，INSEE市镇编码为09178。

## 政治
马勒古德所属的省级选区为米尔普瓦县。

## 人口

1962-2008年间马勒古德人口变化图示

马勒古德于2022年1月1日时的人口数量为37人。